# Bücher der Könige

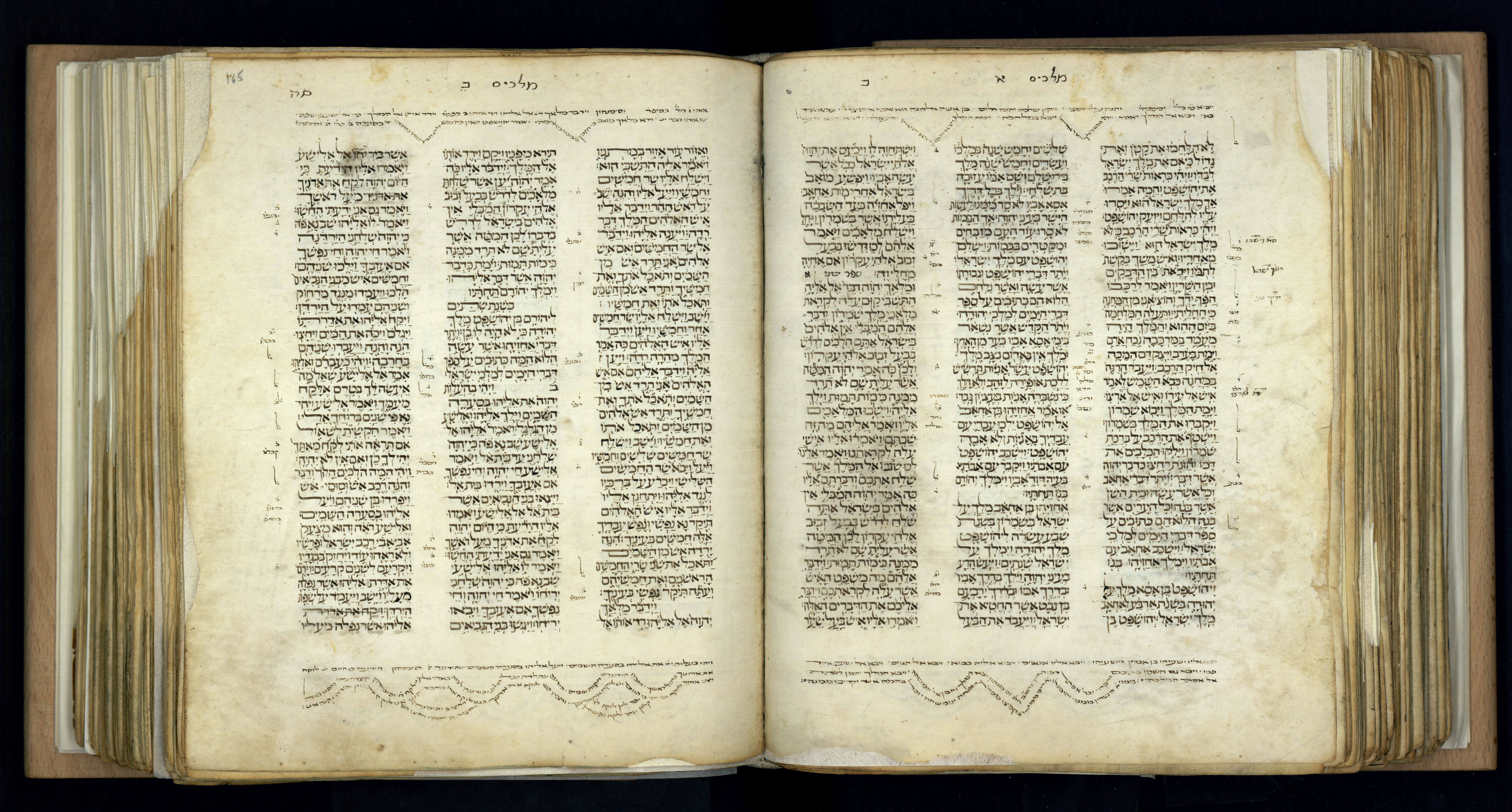
In diesem um 1300 in Spanien geschriebenen hebräischen Codex wurde die Einteilung 1./2. Buch der Könige (מלכים א und ב) am oberen Seitenrand von späterer Hand eingetragen; am Beginn des 2. Buchs der Könige (rechte Seite, linke Spalte, 10. Zeile von oben) wurde nachträglich eingefügt: „2. Buch, 1. Kapitel“ (ספר שני א) (Israelische Nationalbibliothek, Ms. Heb. 4°5147)

Die Bücher der Könige, Königebücher oder Königsbücher (hebräisch מְלָכִים [mɘlaˈχim] א und ב sind ein Teil des Tanach und gehören hier zum Kanon der Neviʾim, genauer: hebräisch נְבִיאִים רִאשׁוֹנִים [nɘviˈʔim riʃɔˈnim], deutsch ‚vordere Propheten‘).

## Sammlungsordnung, Gliederung
Die Königebücher bilden mit den Samuelbüchern einen Erzählzusammenhang, der von den Anfängen des Königtums in Israel (Samuel salbt Saul) bis zur Begnadigung des letzten Jerusalemer Königs Jojachin in babylonischer Gefangenschaft reicht. Die Aufteilung des Stoffes auf ein Samuelbuch (Schemuʾel) und ein Königebuch (Melachim) lässt sich in der hebräischen Texttradition bereits in den Schriftrollen vom Toten Meer aufzeigen; die weitere Unterteilung in 1. Buch der Könige und 2. Buch der Könige erfolgte im Mittelalter. Beide Königebücher werden traditionell auf einer Buchrolle geschrieben, vgl. die Schlussmasora nach 2 Kön 25,30 . Die Erste Bombergische Rabbinerbibel (1517) hat zwei Bücher Melachim א und ב, ebenso spätere Drucke des Tanach.
Die griechische Texttradition der Septuaginta zählte seit der Antike vier Bücher der Königtümer. Das 1. Buch der Könige entspricht dem 3. Buch der Königtümer (ΒΑΣΙΛΕΙΩΝ Γ), das 2. Buch der Könige dem 4. Buch der Königtümer (ΒΑΣΙΛΕΙΩΝ Δ).
Die Einteilung der Königebücher in Kapitel geht wie auch bei den anderen Büchern des Tanach auf Stephen Langton (Anfang 13. Jahrhundert) zurück und wurde aus der Vulgata übernommen.

### Inhalt
Die Königebücher lassen sich in drei Hauptteile gliedern, die unterschiedliche Schwerpunkte setzen:
- 1. Kö 1–11 EU: Regierungszeit Salomos; im Zentrum steht die Weihe des Jerusalemer Tempels. Die Teilung des Reichs nach seinem Tod ist die Strafe dafür, dass Salomo den Kult anderer Götter tolerierte.
- 1. Kö 12 – 2 EU 1. Kö 17 EU: Parallele Geschichte der geteilten Reiche Israel und Juda bis zum Fall Samarias. Alle Könige erhalten eine Bewertung; diese fällt bei den Königen des Nordreichs Israel stets negativ aus, da sie an der „Sünde Jerobeams“ teilhatten, d. h. sich nicht zum Jerusalemer Tempel orientierten.
- 2. Kö 18–25 EU: Geschichte von Juda bis zur Zerstörung Jerusalems durch Nebukadnezzar, 586 v. Chr. Hier stehen die Könige Hiskija und Joschija aufgrund ihrer religiösen Reformen im Mittelpunkt.

Das letzte berichtete Ereignis ist die Begnadigung des Königs Jojachin (2 Kön 25,27–30 ); die Endredaktion muss folglich nach 561 v. Chr. stattgefunden haben.

## Beziehung zum Talmud
Im Babylonischen Talmud findet sich die Tradition, der Prophet Jeremia habe das Buch der Könige verfasst, während das Buch Samuel vom gleichnamigen Propheten niedergeschrieben worden sei: „Šemuél schrieb sein Buch, Richter und Ruth. […] Jirmeja schrieb sein Buch, Könige und Klagelieder.“

## Forschungsgeschichte
Hugo Chanoch Fuchs schrieb die Inhalte der ersten beiden Kapitel im Wesentlichen einer sogenannten David-Quelle der Samuelbücher zu. Eine Salomo-Quelle sei dieser ähnlich und etwa 900 v. Chr. (entspricht der Eisenzeit II B, 925–700 v. Chr.) verfasst worden. Die darauf basierenden Kapitel 3–11 bezeichnete er als „novellistisch vertiefte, aber geschichtlich ziemlich treue Berichte.“ Fuchs nahm an, diese Texte habe zusammen mit weiteren Quellen „ein einheitlicher Geist zusammengearbeitet“. An den Zensuren, die die einzelnen Könige hierbei erfahren, machte er fest, dass dieser „leicht als deuteronomistisch erkennbar“ sei.
Bei den weiteren Quellen handelt es sich nach Fuchs im Wesentlichen um
- eine Anzahl Geschichtsanekdoten aus der Zeit vor dem Erscheinen der großen Propheten, die Fuchs als im Allgemeinen geschichtlich glaubwürdig einstufte,
- eine Anzahl von Erzählungen über die Propheten Elija und Elischa und
- das (mithin nach Fuchs’ Meinung ältere) Buch der Chronik,[6] das selbst Eingang in den deutlich jüngeren Kanon der כְּתוּבִים Ketuvim gefunden hat.

Martin Noth (Überlieferungsgeschichtliche Studien, 1943) sah das Buch der Könige als abschließenden Teil des Deuteronomistischen Geschichtswerkes an, das beginnend mit dem Deuteronomium die Bücher Josua, Richter, (1./2.) Samuel und (1./2.) Könige umfasst. Dabei handelt es sich um eine in der alttestamentlichen Exegese des 20. Jahrhunderts sehr breit rezipierte Hypothese. Grundlegend ist die Beobachtung Noths, dass sich die von der Neueren Urkundenhypothese angenommenen Pentateuchquellen in den Vorderen Prophetenbüchern nicht fortsetzten (gegen Otto Eißfeldt und andere). Noth postulierte eine Verfasserpersönlichkeit, den Deuteronomisten. Dieser habe sein Werk während des Babylonischen Exils geschrieben. Wahrscheinlich habe er zu der im Raum Jerusalem wohnhaft gebliebenen judäischen Bevölkerung gehört. Der Deuteronomist habe verschiedene ihm vorliegende Quellen verarbeitet. An Wendepunkten der Erzählung habe er sich mit selbst formulierten Erwägungen an den Leser gewandt. Innerhalb der Königebücher sind dies 1 Kön 8 (Salomos Tempelweihegebet) und 2 Kön 17 (Verwerfung des Nordreichs Israel). Noths Deuteronomist hatte keine Perspektive für eine Zukunft nach dem Exil, sondern konzentrierte sich ganz darauf, die Katastrophe der Eroberung Jerusalems durch die Babylonier (sowie zuvor die Einnahme Samarias durch die Assyrer) zu erklären. Am Grundgebot der Alleinverehrung JHWHs entschied sich für den Deuteronomisten Israels Schicksal: Befolgung garantiert göttliche Hilfe, Nichtbefolgung führt zwangsläufig in den Untergang.
Frank Moore Cross (The Themes of the Book of Kings and the Structure of the Deuteronomistic History, 1973) stellte in Weiterführung von Noth die Hypothese auf, dass es einen vorexilischen und einen exilischen Deuteronomisten gegeben habe (sogenanntes Blockmodell); ersterer habe als „königliches Propagandawerk“ die Kultreform Joschijas unterstützt. Dies wurde von Gary N. Knoppers breit entfaltet (Two Nations under God. The Deuteronomistic History of Solomon and the Dual Monarchies. 2 Bde, 1993/94). Knoppers zufolge waren die ersten Regierungsjahre Salomos für den vorexilischen Deuteronomisten ein Goldenes Zeitalter. Mit seinen religiösen Verfehlungen habe der ältere Salomo dann die Teilung des Reichs vorbereitet. Jerobeam habe als eine Art neuer David die Chance auf einen Neubeginn gehabt, diese aber durch seine illegitime Kultreform verspielt. So taucht am Horizont Joschija als neuer David auf, der die Fehler des alten Salomo korrigiert. Seine Kultreformen eröffnen Juda und Jerusalem aus Sicht des vorexilischen Deuteronomisten eine glorreiche Zukunft.